# Зайнашев, Узбек Назихович
Узбек Назихович Зайнашев (баш. Үзбәк Нәзих улы Зәйнәшев; 17 августа 1919 — 19 мая 1986) — советский хозяйственный деятель, депутат Верховного Совета СССР VI созыва.

## Биография
Узбек Зайнашев родился 17 августа 1919 года в деревне Кадырово Белебеевского уезда Уфимской губернии (ныне Илишевский район Республики Башкортостан). Принимал участие в Великой Отечественной войне. В 1950 году возглавил колхоз имени XXII партсъезда Илишевского района Башкирской АССР и оставался его председателем до 1975 года. Под руководством Зайнашева колхоз стал одним из передовых в районе. Высокие показатели были достигнуты в растениеводстве и животноводстве. По данным 1960—1975 годов, урожайность зерновых составила 30 ц/га, кукурузы (зелёная масса) — 400, картофеля — 130 ц/га; средне-суточный привес свиней — 400—550 г. Зайнашев был избран депутатом Совета Национальностей Верховного Совета СССР VI созыва (1962—1966).
Скончался 19 мая 1986 года в селе Базитамак Илишевского района. Колхоз имени XXII партсъезда позднее возглавил его сын Роберт Зайнашев.
Узбек Зайнашев послужил прототипом одного из героев рассказа писателя Хасана Сарьяна.

## Награды
- Орден Ленина (1966)[1]
- Орден Октябрьской Революции (1979)[1]
- Орден Отечественной войны 2-й степени (1985)[1]
- Орден Трудового Красного Знамени (1971, 1973)[1]
- Орден Красной Звезды (1943)[1]
- Орден «Знак Почёта» (1957)[1]